# 1988-as Formula–1 francia nagydíj
Az 1988-as Formula–1 világbajnokság hetedik futama a francia nagydíj volt.

## Futam
A francia nagydíjon, Prost hazai pályán megszerezte a pole-t Senna előtt. A verseny alatti boxkiállások után a brazil vette át a vezetést, de váltóproblémával küszködött, így Prost utolérte, majd a francia a 61. körben megelőzte a lekörözéseknél, végül győzött. A brazil elveszített néhány sebességet a verseny végén, de így is sikerült a második helyen célba érnie Alboreto, Berger és Piquet előtt.
| Helyezés | #  | Versenyző          | Csapat/Motor    | Futott körök | Idő/Kiesés oka     | Rajthely | Pontszám |
| -------- | -- | ------------------ | --------------- | ------------ | ------------------ | -------- | -------- |
| 1        | 11 | Alain Prost        | McLaren-Honda   | 80           | 1:37:37,328        | 1        | 9        |
| 2        | 12 | Ayrton Senna       | McLaren-Honda   | 80           | + 31,752           | 2        | 6        |
| 3        | 27 | Michele Alboreto   | Ferrari         | 80           | + 1:06,505         | 4        | 4        |
| 4        | 28 | Gerhard Berger     | Ferrari         | 79           | + 1 kör            | 3        | 3        |
| 5        | 1  | Nelson Piquet      | Lotus-Honda     | 79           | + 1 kör            | 7        | 2        |
| 6        | 19 | Alessandro Nannini | Benetton-Ford   | 79           | + 1 kör            | 6        | 1        |
| 7        | 2  | Nakadzsima Szatoru | Lotus-Honda     | 79           | + 1 kör            | 8        |          |
| 8        | 15 | Maurício Gugelmin  | March-Judd      | 79           | + 1 kör            | 16       |          |
| 9        | 16 | Ivan Capelli       | March-Judd      | 79           | + 1 kör            | 10       |          |
| 10       | 22 | Andrea de Cesaris  | Rial-Ford       | 78           | + 2 kör            | 12       |          |
| 11       | 18 | Eddie Cheever      | Arrows-Megatron | 78           | + 2 kör            | 13       |          |
| 12       | 36 | Alex Caffi         | Dallara-Ford    | 78           | + 2 kör            | 14       |          |
| 13       | 29 | Yannick Dalmas     | Larrousse-Ford  | 78           | + 2 kör            | 19       |          |
| 14       | 33 | Stefano Modena     | Euro Brun-Ford  | 77           | + 3 kör            | 20       |          |
| 15       | 23 | Pierluigi Martini  | Minardi-Ford    | 77           | + 3 kör            | 22       |          |
| HN       | 24 | Luis Perez-Sala    | Minardi-Ford    | 70           | Helyezés nélkül    | 25       |          |
| Kiesett  | 32 | Oscar Larrauri     | Euro Brun-Ford  | 64           | Kuplung            | 26       |          |
| Kiesett  | 21 | Nicola Larini      | Osella          | 56           | Féltengely         | 24       |          |
| Kiesett  | 10 | Bernd Schneider    | Zakspeed        | 55           | Váltó              | 21       |          |
| Kiesett  | 5  | Nigel Mansell      | Williams-Judd   | 48           | Felfüggesztés      | 9        |          |
| Kiesett  | 30 | Philippe Alliot    | Larrousse-Ford  | 46           | Elektronika        | 18       |          |
| Kiesett  | 3  | Jonathan Palmer    | Tyrrell-Ford    | 40           | Motorhiba          | 23       |          |
| Kiesett  | 6  | Riccardo Patrese   | Williams-Judd   | 35           | Fékek              | 15       |          |
| Kiesett  | 20 | Thierry Boutsen    | Benetton-Ford   | 28           | Motorhiba          | 5        |          |
| Kiesett  | 14 | Philippe Streiff   | AGS-Ford        | 20           | Üzemanyagszivárgás | 17       |          |
| Kiesett  | 17 | Derek Warwick      | Arrows-Megatron | 11           | Kicsúszás          | 11       |          |
| NK       | 25 | René Arnoux        | Ligier-Judd     |              |                    |          |          |
| NK       | 4  | Julian Bailey      | Tyrrell-Ford    |              |                    |          |          |
| NK       | 26 | Stefan Johansson   | Ligier-Judd     |              |                    |          |          |
| NeK      | 31 | Gabriele Tarquini  | Coloni-Ford     |              |                    |          |          |
| Kizárva  | 9  | Piercarlo Ghinzani | Zakspeed        |              | Kizárva            |          |          |

## Statisztikák
Vezető helyen:
- Alain Prost: 56 (1-36 / 61-80)
- Ayrton Senna: 24 (37-60)

Alain Prost 32. (R) győzelme, 17. pole-pozíciója, 24. leggyorsabb köre, 6. mesterhármasa (gy, pp, lk)
- McLaren 62. győzelme.